# استانیسلاو کوموروفسکی
استانیسلاو یرژی کوموروفسکی (لهستانی: Stanisław Jerzy Komorowski؛ زاده ۱۸ دسامبر ۱۹۵۳ – درگذشته ۱۰ آوریل ۲۰۱۰) یک فیزیک‌دان و دیپلمات اهل لهستان بود.